# شبیه‌ساز کامیون اروپا ۲
شبیه‌ساز کامیون اروپا ۲ (به انگلیسی: Euro Truck Simulator 2)، بازی ویدئویی در سبک شبیه‌سازی خودرو است که توسط شرکت اس‌سی‌اس برای سیستم عامل ویندوز، مک‌اواس و لینوکس توسعه یافته و در تاریخ ۱۷ اکتبر ۲۰۱۲ منتشر شده‌است. این بازی، ادامه‌ای از بازی شبیه‌ساز یوروتراک سال ۲۰۰۸ است و دومین بازی ویدئویی از سری بازی‌های شبیه‌ساز کامیون است.
بازیکن می‌تواند یک کامیون را برای رانندگی در تصویری فشرده از اروپا برگزیند، از نقاط گوناگون بار بزند و آن را تحویل دهد. همگام با پیشرفت بازی، بازیکن امکان خرید وسایل و انبار بیشتر، و استخدام رانندگانی که برای وی کار می‌کنند را دارد.

## کامیون‌های موجود
- DAF XF

- DAF XF 105

- DAF XG

- +DAF XG

- DAF XD

- IVECO STRALIS

- IVECO STRALIS HI-WAY

- IVECO S-WAY

- MAN TGX

- MAN TGX (Euro 6)

- MAN TGX 2020

- MERCEDES-BENZ ACTROS

- MERCEDES-BENZ NEW ACTROS

- RENAULT MAGNUM

- RENAULT PREMIUM

- RENAULT E-TECH

- RENAULT T

- SCANIA R 2012

- SCANIA R

- SCANIA S

- SCANIA STREAMLINE

- VOLVO FH16 2009

- VOLVO FH16 2012

- VOLVO FH16 2021

- VOLVO FH16 2024

## روند بازی
گیم‌پلی این بازی در قاره اروپا در جریان است. نقشه این بازی شامل فرانسه، سوئد، بریتانیا، آلمان و.... است و به تازگی کشورهای ترکیه و روسیه به نقشه اضافه شده‌است. با این حال شما می‌توانید با بارگیری مود نقشه کشورهای (غیر از حالت پیش‌فرض) بیشتری به بازی اضافه کرده و در آنها رانندگی کنید. تقریباً هر سال یک بسته دی‌ال‌سی (شامل کشور های جدید) توسط شرکت اس‌سی‌اس به بازی اضافه می‌شود.
این بازی در سبک بازی‌های جهان باز بوده و فاقد گیم‌پلی خطی می‌باشد و باعث می‌شود که بازيکنان بتوانند به هر شهر یا کشوری که دوست داشته باشند سفر کنند. بازیکنان می‌توانند در این بازی تریلر شخصی خود را بخرند و بارهای مخصوص به آن را بارگیری و تحویل دهد. در این بازی اگر بازیکن با کمبود پول برای خرید کامیون، تریلر یا گاراژ مواجه شد می‌تواند از بانک وام دریافت کند و با آن پول آیتم‌های مورد نظر خود را خریداری نماید. همچین با خرید گاراژ یا ارتقای آن و خریدن کامیون برای آن گاراژ و استخدام کردن راننده برای آن کامیون‌ها پول بیشتری جمع‌آوری کند و امپراتوری حمل و نقل خود را در اروپا گسترش دهد. این بازی بسیار جذاب و آرامش بخش است و با گرافیک و جلوه‌های صوتی منحصر به فرد و خیره کننده ای که دارد حس آرامش و لذت خاصی را به بازیکن می‌دهد و بازیکن تجربه لذت بخشی از رانندگی با کامیون‌های اروپایی خواهد داشت.
این بازی دارای بخش مود می‌باشد که بازیکنان می‌توانند از طریق وبگاه‌هایی که مودهای این بازی را ارائه می‌دهند، مودهای دلخواهشان را بارگیری کرده و فعال نمایند. (انواع مودها مثل انواع برندهای کشنده و تریلر، مود آب و هوا، مود ترافیک و…)

## بروزرسانی‌ منظم
پس از معرفی نسخه دوم از مجموعه شبیه‌ساز کامیون اروپا، نسبتا هرساله و یا در دوره مشخص شرکت اس‌سی‌اس بروزرسانی‌هایی در جهت بهبود کیفیت گرافیکی بصری، ایجاد منطقه و یا کشور جدید، افزایش امکانات و تجهیزات، اضافه شدن تریلر و کامیون و تغییر و بهبود بافت شرایط آب و هوایی عرضه می‌کند.